# Bandung (Playen)
Bandung is een bestuurslaag in het regentschap Gunung Kidul van de provincie Jogjakarta, Indonesië. Bandung telt 3624 inwoners (volkstelling 2010).